# زعفران أبيض شاحب
الزعفران الأبيض الشاحب (باللاتينية: Crocus ochroleucus) نوع نباتي ينتمي إلى جنس الزعفران من الفصيلة السوسنية.

## الموئل والانتشار
ينتشر في بلاد الشام.